# 邱水平
邱水平（1962年6月—），男，汉族，江西南丰人，中华人民共和国政治人物，中国共产党党员，曾任山西省高级人民法院院长、北京大學党委书记，第十三届全国人民代表大会山西地区代表。

## 生平
1983年8月参加工作，北京大学法学理论专业硕士研究生毕业，二级大法官。曾任北京大学团委书记、学生工作部部长，北京市朝阳区副区长，中共平谷区委副书记、区长、区委书记，中共北京市委副秘书长、政法委常务副书记和北京市国家安全局党委书记。2017年1月任山西省高级人民法院院长。2018年2月24日，当选为第十三届全国人大代表。同年，北京大学学生声援深圳工人，发生佳士事件，《金融时报》指出曾在国安体系任职的邱水平因此于10月调任北京大学党委书记。
2022年6月24日，任第十三届全国人民代表大会环境与资源保护委员会副主任委员。